# Liam Cashin
Liam Cashin (* 6. Oktober 1997) ist ein australischer Leichtathlet, der über 3000 m Hindernis  an den Start geht. 2022 gewann er die Goldmedaille bei den Ozeanienmeisterschaften in Townsville.

## Sportliche Laufbahn
Erste internationale Erfahrungen sammelte Liam Cashin im Jahr 2022, als er bei den Ozeanienmeisterschaften in Mackay in 9:01,62 min die Goldmedaille über 3000 m Hindernis gewann. Im Jahr darauf belegte er bei den World University Games in Chengdu in 8:55,38 min den achten Platz.

## Persönliche Bestleistungen
- 3000 Meter: 7:58,89 min, 1. April 2021 in Melbourne
- 3000 m Hindernis: 8:41,40 min, 25. März 2023 in Brisbane